# Australomussa rowleyensis
Australomussa rowleyensis е вид корал от семейство Mussidae. Възникнал е преди около 2,59 млн. години по времето на периода неоген. Видът е почти застрашен от изчезване.

## Разпространение и местообитание
Разпространен е в Австралия, Виетнам, Индия, Индонезия, Камбоджа, Малайзия, Мианмар, Микронезия, Палау, Папуа Нова Гвинея, Провинции в КНР, Сингапур, Соломонови острови, Тайван, Тайланд, Филипини, Шри Ланка и Япония.
Среща се на дълбочина около 17 m.